# Institut für Theologische Zoologie
Das Institut für Theologische Zoologie ist ein im Dezember 2009 gegründetes An-Institut an der Philosophisch-Theologischen Hochschule Münster. Geleitet wird es von Rainer Hagencord. Das Institut versteht sich als interdisziplinär, ökumenisch und interreligiös.

## Ziele des Institutes
Das Institut möchte neben den bestehenden theologischen Anthropologien zu einer wissenschaftlich fundierten theologischen Würdigung der Tiere in einer neu geschaffenen Theologischen Zoologie beitragen. Es werden Lehrveranstaltungen angeboten, unter anderem an der Philosophisch-Theologischen Hochschule Münster, der theologischen Fakultät in Münster und die Kooperation mit anderen theologischen Fakultäten in Deutschland und der Schweiz.
Durch Pädagogik und Katechese möchte man eine größere Sensibilität für das Thema „Bewahrung der Schöpfung“ schaffen und in diesem Zusammenhang in besonderer Weise die Tiere in den Blick nehmen. Es sollen Unterrichtsmaterialien und Arbeitshilfen erstellt und herausgegeben werden.
Des Weiteren soll das Institut Exerzitien, Workshops und Exkursionen anbieten, in denen Menschen im Kontakt mit der Natur, den Pflanzen und Tieren zu einer „schöpfungsgemäßen Spiritualität“ finden. Das Institut plant, mit Bildungshäusern, Nationalparks, Zoos und ähnlichen Einrichtungen entsprechende Konzepte zu entwickeln und Veranstaltungen durchzuführen. Anton Rotzetter war bis zu seinem Tod im März 2016 Teil der Instituts-Leitung.
Die Dekade für biologische Vielfalt der Vereinten Nationen zeichnete das Institut für Theologische Zoologie im November 2020 im Rahmen des Sonderwettbewerbs „Soziale Natur - Natur für alle“ aus. Dieser würdigt „vorbildliche Projekte an der Schnittstelle von Natur und sozialen Fragen“. Die Auszeichnung bezog sich auf das Projekt „Inseln des Lebendigen“, mit dem das Institut gemeinsam mit dem Haus Mariengrund in Münster einen Raum für Naturerfahrung und Begegnung mit Tieren geschaffen hat.